# Westdeutsche Blindenhörbücherei
Die Westdeutsche Blindenhörbücherei e. V. (WBH) wurde gegründet, um Blinden und hochgradig Sehbehinderten Bücher und Zeitschriften zugänglich zu machen. Als größte Bibliothek ihrer Art in Deutschland ist sie im flächendeckenden Netz der Blindenbüchereien primär für Nordrhein-Westfalen, Rheinland-Pfalz und das Saarland zuständig, beliefert ihre Hörer aber auch in anderen Bundesländern und im Ausland. Beliefert werden können auch Körperbehinderte, die ein Buch nicht handhaben können. Der Vorsitzende der WBH ist Siegfried Volkert.

## Verfahren
Die Texte werden von geschulten Sprechern in eigenen Tonstudios aufgezeichnet und an die Nutzer verschickt. Technisch geschah dies bis in die 1970er Jahre auf Tonbändern und danach auf Kompaktkassetten. Seit 2004 wird nur noch digital produziert, dann als sogenanntes DAISY-Hörbuch im MP3-Format auf CDs gespeichert und versandt. Aktuell steht ein Titelbestand von circa 32.000 DAISY-Hörbüchern zur Verfügung; die ursprünglich etwa 18.500 Titel auf Hörkassetten wurden nur noch bis zum 30. Dezember 2009 ausgeliehen, danach stellten alle Hörbüchereien in Deutschland die Belieferung mit Kassetten ein. Die meisten analog aufgenommenen Titel konnten nachträglich digitalisiert werden und stehen ebenfalls als DAISY-Titel zur Ausleihe bereit. Etwa 8.000 Hörer werden mit literarischen Werken aus allen Bereichen der Literatur sowie Zeitungen und Zeitschriften versorgt. Der Versand der Hörbücher erfolgt als kostenlose Blindensendung in leichten Kunststoffboxen oder Umschlägen, die beide auch zur Rücksendung genutzt werden.
Die Anmeldung, die Mitgliedschaft bei der WBH und der Bezug von Hörbüchern sind kostenlos, die Abonnements der Hörzeitschriften sind kostenpflichtig. Erforderlich ist immer ein Nachweis über die Sehbehinderung oder Erblindung, zum Beispiel mittels Schwerbehindertenausweis in Kopie (BL-Zeichen), formlosen ärztlichem Attest, Bescheinigung des örtlichen Blindenvereins. Vielerorts hilft auch der lokale Blindenverein bei der Anmeldung. Der Nachweis für körperbehinderte Nutzer muss ebenfalls eindeutig sein, da in diesen Fällen der Versand von der WBH zum Nutzer kostenpflichtig ist (Porto).

## Rechtsträgerschaft und Organisation
Die WBH ist eine Institution der „Blindenselbsthilfe“. Träger sind demgemäß die Vereine und Verbände der Kriegs- und Zivilblinden in Nordrhein-Westfalen, Rheinland-Pfalz und dem Saarland. Die Betriebskosten der WBH werden durch Mitgliedsbeiträge der tragenden Vereine und durch Spenden der Nutzer selbst finanziert. Dazu kommen Zuschüsse der öffentlichen Hand.
Die WBH ist Mitglied des „Medibus e. V. (Mediengemeinschaft für blinde und sehbehinderte Menschen)“ und des Deutschen Paritätischen Wohlfahrtsverbandes. Sie ist vom Finanzamt Münster-Außenstadt als gemeinnützig anerkannt.
Die WBH beschäftigt 17 hauptamtliche Mitarbeiter in den Arbeitsbereichen Hörerberatung, Bücherauswahl, Katalogisierung, Kopie und Reparatur, Versand, Kontrolle, Rückbuchung, Verwaltung und circa 25 freiberuflich tätige Sprecher.